# Radu Lecca
Radu Lecca (n. 15 februarie 1890 – d. 1980) a fost un spion și funcționar de stat român, numit de Ion Antonescu „Comisar general pentru probleme evreiești și director fără titlu al Centralei Evreilor din România”, apoi a fost condamnat la moarte pentru „dezastrul țării prin savârșirea de crime de război”, în Procesul Marii Trădări Naționale, pedeapsa fiind comutată în detenție pe viață chiar în ziua stabilită pentru execuție (1 iunie 1946).
Provenind dintr-o familie boierească, Lecca a luptat în primul război mondial. Închis în Franța pentru activități de spionaj, a devenit unul dintre principalii propagatori de concepte antisemite și fasciste, ca agent de influență al Germaniei naziste în România. Apropiat al lui Ion Antonescu, Lecca s-a implicat în politica românească în Al Doilea Război Mondial și, în special, ca executant principal la „Curățirea terenului”, numele de cod folosit de regimul antonescian ca echivalent al termenului german „soluția finală” de nimicire a minorității evreiești. Din 1941, Lecca a fost însărcinat cu „soluționarea problemei evreiești în România” și, la sugestia lui Manfred von Killinger și Gustav Richter, a fondat Centrala Evreilor din România, prin care a persecutat și jefuit evreii români, amenințându-i cu deportarea în Transnistria. Acest sistem era cunoscut ca fiind corupt, mulți dintre bani ajungând în buzunarele lui Lecca sau ale altor funcționari de rang înalt. Alți bani ajungeau la fundația soției mareșalului, Maria Antonescu.
Radu Lecca a colaborat strâns cu asistentul ambasadorului german, Gustav Richter, la elaborarea "Soluției finale în România". Dacă Richter dorea exterminarea întregii populații evreiești prin deportarea la Auschwitz, Lecca a propus cruțarea a 3 mii de specialiști evrei pentru a fi trimiși în Palestina mandatară, în schimbul a 3 miliarde de lire sterline. Planul nu a mai fost însă aplicat, din cauza înfrângerilor germane de pe front. 
După lovitura de stat din 1944, Lecca a fost condamnat la moarte, sentința fiind ulterior comutată în închisoare pe viață. După eliberare, acesta și-a scris memoriile, în care l-a catalogat pe medicul statistician Sabin Manuilă ca spion american și în care a minimalizat participarea sa și a mareșalului Antonescu la Holocaustul românesc.

## Biografie
Conform memoriilor sale, Lecca s-a născut în data de 15 februarie 1890. În Hotărârea nr. 17 a Tribunalului Poporului din 17 mai 1946, se menționează că este în vârstă de 53 de ani, adică ar fi fost născut în 1893 sau 1894. Părinții săi se numeau Dumitru I. Lecca și Alice Strat. Radu era al doilea din cei cinci copii ai cuplului. În memoriile sale, Lecca afirmă că tatăl său ar fi fost latifundiar și că a făcut politică liberală, ajungând deputat și prefect, din care cauză a murit sărac în 1907.

### Familia Lecca
Radu Lecca a aparținut uneia din cele mai vechi familii românești. Primul Lecca pe teritoriul țării, menționat în arhive, este Aga Lecca (1550 – 1610), strălucit condottiere al Republicii Serenisime și baron al Sfântului Imperiu, căsătorit și rămas în Valahia unde avea să ajungă unul din boierii din suita lui Mihai Viteazul. Numele său se găsește pe soclul statuii marelui voievod, la București, în piața Universității. Istoria mai recentă a acestei familii, se leagă, în special, de judetul Bacău. Nicolae Iorga pomenește de o „Condică a familiei Lecca de la Bacău” care, pare să se fi pierdut.
Tatăl lui Radu Lecca, Dimitrie I. Lecca (1865 – 1907), fiul lui Ioan (Enache) Gh. Lecca, a fost primar în com. Gioseni (Geoseni, județul Bacău), Prefect de Bacău, deputat și senator liberal. A ctitorit, alături de soția sa, Alice Strat (Alisa D. Lecca), biserica din Gioseni. A construit în comună, din fonduri proprii, o școală primară și o baie comunală pentru săteni. Biserica a fost lăsată în paragină în timpul regimului comunist, fiind jefuită și abandonată. În anul 2006, unul din urmașii familiei, Dumitru Lecca, a donat locul pe care s-a ridicat o nouă biserică.

### Primii ani
În memoriile sale, Lecca se referă extrem de puțin la copilăria sa. Amintește că la vârsta de 10 ani, a fost trimis de tatăl său la Viena, ca intern la Academia Tereziană (Theresianum). Tatăl său a murit în 1907, falit - „obiceiul de a te îmbogăți din politică a fost introdus de Brătieni abia în 1914”, notează Lecca în memorii. După absolvirea Academiei Tereziene (1908) trece la Academia Consulară (orientală), pe care o absolvă în 1911. În toți acești ani, din lipsă de fonduri, revine rar în România, mare parte din vacanțe petrecându-le cu diverși colegi în Austria și Rusia țaristă. Între anii 1911 - 1914, Lecca studiază la Paris, la Facultatea de Drept și la Școala de Înalte Studii Sociale, specializându-se, conform spuselor sale, în economie politică și, mai ales, „în chestiuni monetare”. De asemenea, suferă destul de mult din cauza lipsurilor materiale. Rămâne la Paris până în 1915, când este nevoit să se reîntoarcă în țară pentru satisfacerea serviciului militar, unde urmează cursurile Școlii de Ofițeri de Infanterie din Dealul Spirii, pe care o absolvă cu gradul de sublocotenent. A participat la campaniile din 1916 și 1917. Fiind rănit de două ori este demobilizat în 1918 pe motive de sănătate și, la Iași, îl cunoaște pe căpitanul american Babeack, delegatul unei misiuni de ajutorare a armenilor numită "Near East Relief" (NER), care se ocupa cu distribuirea de ajutoare umanitare în Armenia, Georgia și Azerbaidjan și izbutește să-i devină colaborator și să fie numit șeful unui depozit de mărfuri destinate ajutorării refugiaților armeni din Turcia. Colaborează cu NER până în august 1920, dată la care americanii se retrag din Caucaz. În același an se căsătorește cu o secretară a organizației, italiancă, originară din Florența.
În căutarea unui debușeu, pleacă cu soția în Italia, unde pornește o afacere de import și una de pescuit. Pe motivul afacerilor este permanent pe drum între Germania și Italia, drept la care soția sa, care în 1922 născuse un băiat, divorțează. Lecca transferă afacerea cu pescuitul în România, unde dă faliment și acuză piedici birocratice puse de ministrul domeniilor Constantin Argetoianu. Aversiunea față de politicieni, și în special, față de liberali și țărăniști, îl va urmări toată viața, după cum va confirma ulterior și N. Steinhardt.

### Afacerea „cifrului”
După acest faliment se refugiază la Paris, unde începe o afacere cu un restaurant cu autoservire, îl cunoaște pe un anume Gohard, care furniza informații agenților bursieri, privind tratativele și condițiile în care Franța acorda împrumuturi externe. Informațiile, strict secrete, îi erau furnizate direct de la biroul cifrului de către o persoană de încredere. Tocmai în acel moment, România ducea tratative pentru obținerea unui nou împrumut, în condiții deosebit de dezavantajoase. Guvernatorul liberal al Băncii Naționale, Dimitrie Burileanu, avea să fie demis ulterior, tocmai pentru că se opunea acestui împrumut. Înarmat cu telegramele, dintre care una vorbea despre un plan al liberalilor de a forța abdicarea regelui, revine în România și solicită o audiență la Carol al II-lea, căruia îi prezintă situația. Presa a lansat o campanie orchestrată de cele două mari partide, contra lui Lecca, arătând că prin acțiunea sa, a „tulburat tradiționala prietenie româno-franceză”, iar ambasadorul Gabriel Puaux a fost rechemat din post. Lecca se reîntoarce în Franța, unde este arestat, fiind acuzat pe baza articolelor din presa bucureșteană, că și-a procurat acte confidențiale pe care le-a predat unei „puteri străine”. Deși la proces a fost apărat de doi din cei mai renumiți avocați din acea vreme, Vincent de Moro-Giafferi și César Campinchi, a fost condamnat la doi ani de detenție pentru „acțiuni îndreptate împotriva siguranței naționale a Franței”. Această așa-zisă „afacere a cifrului” a făcut senzație la București. Grigore Gafencu notează în memoriile sale că „acest Rudolf Lecca” este „un escroc binecunoscut”. Ion Antonescu, la Procesul Marii Trădări Naționale va declara că înainte de întâlnirea din 1941, auzise de Radu Lecca doar în legătură cu „incidentul de la Paris”.

### 1933 – 1936 - Corespondent la Völkischer Beobachter
După cele  21 de luni petrecute în închisoare, lichidează afacerea din Franța și pleacă în Germania, sperând să găsească un post de corespondent de presă, bazându-se pe cele nouă limbi străine pe care le cunoștea. Debutează în presa germană cu articole cu tematică economică, fiind remarcat de către Arno Schickedanz, adjunctul lui Alfred Rosenberg, care îl recomandă lui Walther Schmidt, redactorul-șef al organului de presă oficial al partidului nazist, Völkischer Beobachter. După un prim articol de probă este invitat la o discuție cu Alfred Rosenberg. La a doua întâlnire cu acesta i se oferă un post de corespondent de presă la București. Este sfătuit de Rosenberg, să reia legătura cu Carol al II-lea, în care Rosenberg vedea singurul om capabil să destindă relațiile economice cu Germania.
Odată ajuns în București, pe la mijlocul anului 1933, este invitat de Vintilă Ionescu, inspector general la Siguranță, care îl pune la curent cu situația politică din țară. Poartă discuții cu Corneliu Zelea Codreanu, profesorul A.C. Cuza, Gheorghe Brătianu și Octavian Goga. În ianuarie 1934, se prezintă la Rosenberg, transmițând-i acestuia un mesaj din partea lui Carol al II-lea, cerându-i să nu mai sprijine material și ideologic Garda de Fier, precum și pretențiile revizioniste maghiare. În anii '80, istoricul german Armin Heinen, a demontat definitiv mitul Gărzii de Fier, sprijinită "masiv" de germani, demonstrând că până în 6 septembrie 1940, legăturile naziștilor cu Mișcarea Legionară au fost practic inexistente. Alfred Rosenberg i-a transmis că Germania nu agreează pretențiile revizioniste maghiare, și că legătura germană cu legionarii se rezumă doar la preluarea de articole din presa legionară.
Întors în țară, dă curs dorinței lui Rosenberg și încearcă o mediere în vederea fuzionării partidelor lui Octavian Goga și A.C. Cuza. Se reîntoarce la Berlin, împreună cu Gheorghe Brătianu, prezentându-l lui Rosenberg, care la rândul său, îi va facilita întrevederi cu Adolf Hitler și cu Hermann Göring. și  Din această perioadă, în care ajunge să cunoască foarte bine politica românească, va trage câteva concluzii : "cu oameni precum Victor Cădere, Iuliu Maniu, Armand Călinescu, etc..., nu e de mirare că în 1940 am ajuns la Dictatul de la Viena" și că "regele este un oportunist, fără linie politică, preocupat de un singur lucru: a se îmbogăți cât mai repede". Încearcă să medieze un tratat economic important cu Germania, dar Carol al II-lea, interesat inițial, se opune, căci ar fi însemnat recunoașterea eșecului întregii politici externe de până atunci. În vara lui 1936, organizează o vizită în Germania pentru Octavian Goga, inclusiv o întrevedere cu Alfred Rosenberg. Indiscreția unui funcționar german, îl face să afle despre o sumă enormă de bani (300.000 mărci germane) acordată lui Goga, chestiune confirmată ulterior de documentele de arhivă. De asemenea, amintește de cererea lui Titulescu, privind o audiență la Hitler, aprobată de Rosenberg, dar neonorată de diplomatul român. Din decembrie 1936, se apucă de afaceri, încetând colaborarea cu Völkischer Beobachter.

### 1937 - 1941
În următorii 4 ani, Radu Lecca s-a ocupat exclusiv de afaceri. De la prietenii săi germani, va afla despre orientarea politicii germane în privința României, care urma să piardă o parte din teritorii. A urmat abdicarea lui Carol al II-lea și instaurarea guvernului național-legionar. În această perioadă, face cunoștință cu Kurt Geißler, Hauptsturmführer (căpitan) SS, atașat de poliție, căruia îi va atribui în cartea sa, un rol extrem de important în evenimentele violente din 21-23 ianuarie 1941, cunoscute îndeobște sub numele de Rebeliunea legionară, printre care și acela că ar fi încercat să instaleze un guvern legionar prin eliminarea lui Ion Antonescu, atribuindu-și la rândul său, merite deosebite în rechemarea acestuia la Berlin. Ulterior se va dovedi că rolul lui Kurt Geißler în evenimentele dintre 6 septembrie 1940 - 23 septembrie 1941 nu a fost chiar atât de important. În ianuarie 1941 îl cunoaște și pe Ion Antonescu, care îl însărcinează cu primirea noului ambasador al Germaniei, Manfred von Killinger. Pentru o scurtă perioadă de timp (2 săptămâni), la sugestia lui Mihai Antonescu a fost subdirector general la Siguranță, fără a fi numit în mod oficial, după care a renunțat la perspectiva acestui post, ca și cea a oricărei colaborări cu SSI.
La 30 martie 1941, sosește în țară Gustav Richter, Hauptsturmführer SS, fiind numit - cu aprobarea prealabilă a Ministerului de Externe - "consilier pentru chestiunea evreiască pe lângă Legația germană din București" (Berater für die Judenfragen bei der Deutschen Gesandtschaft Bukarest). Va deține această funcție până la 23 august 1944, când va fi predat autorităților sovietice de ocupație, în paralel cu cea de atașat de poliție SS, post pe care îl va lua în primire în data de 29 decembrie 1943.
Richter venise cu un plan privindu-i pe evreii din România, conceput după cele care se aplicau deja în Germania, Olanda și Cehoslovacia respectiv : ghettoizarea evreilor în câteva centre, complet izolați de restul populației, semne distinctive cusute pe îmbrăcăminte, muncă în tabere organizate, iar toate averile evreilor să fie concentrate în mâna unei organizații aflate în subordinea statului, care să se îngrijească de absolut toate necesitățile și activitățile acestora, cu un stat major format din evrei dispuși să colaboreze cu autoritățile. . În acest sens, Gustav Richter a recrutat un număr de colaboratori, printre care : dr. Nandor Gingold, Matias Grünberg (Willman), A. Grossman-Grozea și Jack Leon.
În septembrie 1941, planul a fost terminat, fiind înmânat personal de Killinger lui Ion Antonescu. Mihai Antonescu a studiat acest plan, nefiind de acord cu cea mai mare parte din prevederile acestuia. Mihai Antonescu i-a propus lui Radu Lecca să fie numit "împuternicit al guvernului pentru studierea reglementării problemelor evreiești din România", în vederea aplicării unui alt plan, diferit de cel prezentat de Gustav Richter. În memoriile sale, Radu Lecca susține că el este autorul proiectului de organizare a viitoarei "Centrale Evreiești".,
În decembrie 1941, mareșalul Antonescu a decis dizolvarea Federației Uniunilor de Comunități Evreiești și înființarea Centralei Evreilor din România, care era "autorizată să reprezinte interesele colectivității evreiești." Conform regulamentului publicat în Monitorul Oficial din 30 ianuarie 1942, semnat de Ion Antonescu, Centrala Evreilor din România avea dreptul de a se ocupa de:
- organizarea evreilor;
- reeducare și organizarea evreilor pentru munci și meserii;
- pregătirea emigrării evreilor;
- organizarea de activități culturale și a școlii evreilor;
- organizarea asociației sociale a evreilor;
- participarea evreilor la munci potrivit legii;
- organizarea exercitării profesiunilor evreilor în condițiile stabilite de guvern;
- editarea unui ziar al Centralei Evreilor din România;
- furnizarea de date și informații cerute de autorități în legătură cu problemele de românizare;
- înființarea și ținerea la curent a fișierului și a foilor matricole ale tuturor evreilor din România;
- primirea cererilor pe care evreii le adresau diverselor autorități și înaintarea lor cu referințe la autoritățile competente;
- emiterea carnetelor de identitate speciale evreilor.[20] Președinte al Centralei a fost numit H. Streitman, el a fost înlocuit cu dr. Nandor Gingold, în decembrie 1942, care până atunci funcționase ca secretar general.[21]

### 1942 – 1944 - Activitatea în cadrul Centralei Evreiești

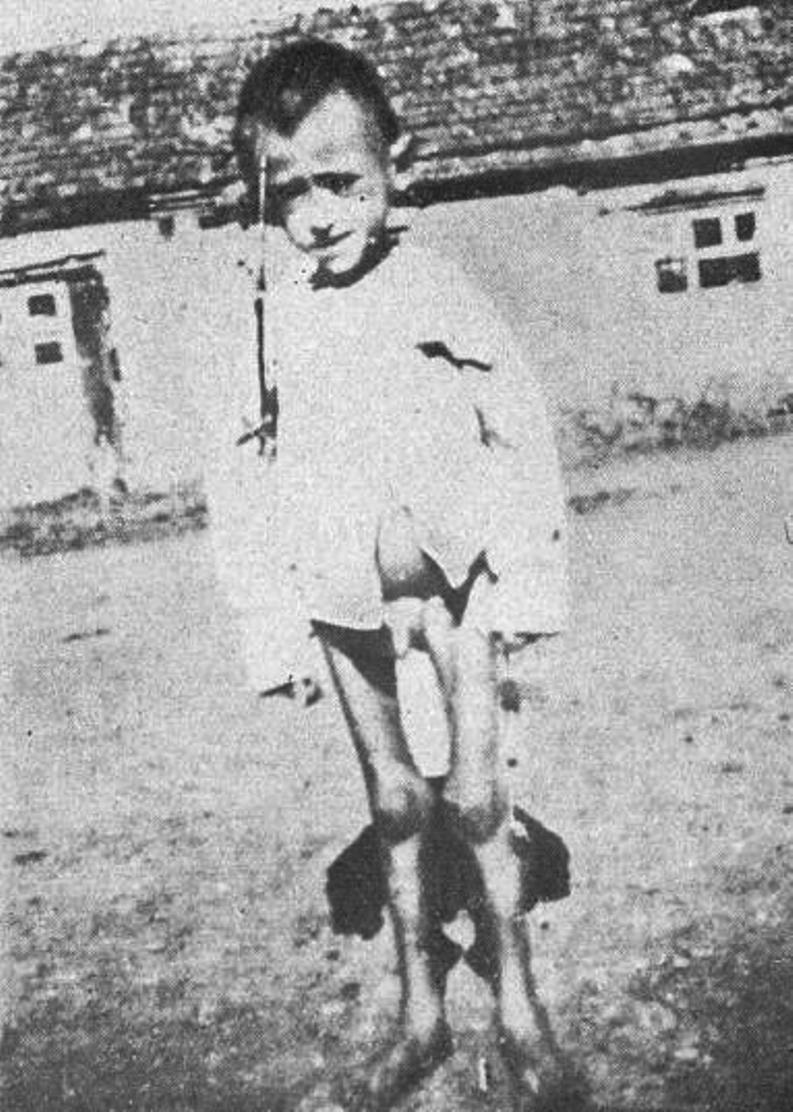
Copil în Transnistria, fotografie transmisă de Wilhelm Filderman lui Ion Antonescu, prin Radu Lecca, în 2 ianuarie 1943

Radu Lecca a condus activitatea Centralei Evreilor, în calitate de director neoficial, până în data de 23 august 1944. În 7 septembrie 1943, Radu Lecca a fost numit în mod oficial Comisar general pentru probleme evreiești în cadrul nou creatului Secretariat de Stat pentru Muncă. Centrala Evreilor avea opt departamente, respectiv : cultură și educație, emigrare, finanțe, presă și publicații, conversie profesională, chestiuni religioase, statistică și nivel de trai.
În 20 august 1942, Radu Lecca i-a propus lui Ion Antonescu ca centrala să colecteze suma de 1,2 miliarde de lei, de la cei 16 mii de evrei care au fost menținuți în funcție, prin "dispense individuale" cumpărate de la așa-zișii "inspectori de românizare". Banii aceștia urmau să fie folosiți pentru evreii săraci care prestau muncă în folosul comunității. După ce a analizat propunerea, guvernul a urcat suma la 2 miliarde de lei, jumătate urmând a fi colectată imediat, restul până la sfârșitul anului. Din aceștia, 400 de milioane au fost dați Oficiului (Consiliului) de Patronaj al Operelor Sociale, o instituție caritabilă, patronată de soția mareșalului, Maria Antonescu. În schimbul acestei sume, Lecca a obținut de la Ion Antonescu, readucerea acasă a cca. 8000 de evrei deportați din Dorohoi. Radu Lecca, a propus centralei colectarea banilor de la cca. 1000 de evrei care se ocupau cu bursa neagră a valutei. După propria mărturie, consemnată în memoriile sale, suma a fost colectată în 48 de ore. Wilhelm Filderman, președintele desființatei Uniuni a Comunităților Evreiești din România, a trimis un protest lui Ion Antonescu, arătând că sumele cerute sunt enorme, fiind imposibil de colectat, astfel că mareșalul, a dat ordin să fie deportat la Moghilev. În memoriile sale, Radu Lecca este extrem de critic la adresa lui Filderman, numindu-l avocatul "plutocrației" evreiești, subliniind că acesta ar fi putut strânge ușor acele sume, destinate evreilor săraci și celor din batalioanele de muncă, de la cei 10 - 12 multimiliardari evrei din România (Neuman, Izvoranu, Auschnitt, Karmitz, etc...).
La procesul "Marii Trădări Naționale", Wilhelm Filderman a declarat :
„Nu este exact că datorită lui Lecca am căpătat carnet de muncă pentru toate rudele mele. Toți funcționarii Federației evreiești pe care eu o prezidam au fost preluați ca funcționari la Centrala evreilor. Nu este adevărat că eu aș fi prezentat orice ușurare în situația evreilor că datorita numai mie și că în acest fel aș fi determinat să se trimită sume din America, importante. Toate sumele de bani trimise din America s-au întrebuințat exclusiv pentru cei săraci. Banii au fost trimiși prin Crucea Roșie Internațională și nu s-a dat o altă destinație, ei fiind controlați de un comitet.[…] O singura data am intervenit la Radu Lecca pentru carnete de muncă într-un numar de 12 avocati si s-a satisfacut".”
Filderman a fost deportat în 30 mai. În urma petițiilor înaintate de nunțiul papal Andrea Cassulo, de Crucea Roșie, de Regina Elena, Iuliu Maniu, ș.a., Filderman s-a putut întoarce în luna august a aceluiași an din deportare. Radu Lecca a hotărât ca 15% din suma colectată să rămână la dispoziția centralei, jumătate fiind destinată pentru echiparea evreilor din batalioanele de muncă, iar cealaltă jumătate să fie destinată ajutorării evreilor deportați în Transnistria.
După începerea ofensivei în est (21/22 iunie 1941), guvernul condus de Ion Antonescu a impus anumite obligații evreilor, în compensație pentru neparticiparea la confruntările militare, pentru a susține material efortul de război al țării. Printre altele și colectarea de îmbrăcăminte, instituită prin decretul din 20 octombrie 1941, completat prin decretul din 17 ianuarie 1942, care permitea compensația în bani pentru aceste contribuții.
În data de 6 aprilie 1943, Radu Lecca îi scrie lui Mihai Antonescu că un număr destul de mare de evrei, cca. 20.000, nu au posibilitatea materială să contribuie, conform celor două decrete, la efortul de război. În consecință, mulți dintre ei fuseseră condamnați la închisoare, sporind cheltuielile statului. Radu Lecca afirmă că a decis, în cadrul unei ședințe a comitetului, din 19 ianuarie 1943, să colecteze suma de 100 milioane de lei pentru ca în schimbul acesteia, să fie eliberați acești 20.000 de "amărâți", obținând emiterea unui decret de amnistie.
În 9 octombrie 1942, Wilhelm Filderman a fost invitat la o întâlnire cu Alfred Tester, reprezentantul în București al armatorului grec Yanos Pandelis, împreună cu Constantin Bursan, amândoi agenți dubli anglo-germani. Aceștia propuneau un transport de evrei în Palestina, prin relațiile pe care le aveau în lumea armatorilor, operațiune ce urma să fie finanțată de centrală. Filderman dorea în primul rând să evacueze evreii supraviețuitori din Transnistria, primul pas fiind aducerea lor înapoi în România. De asemenea, cerea să le fie asigurată securitatea, ceea ce însemna acordul german. Planul urmărea emigrarea a 70.000 de evrei deportați în Transnistria, contra unei sume de 200.000 lei/persoană (cca. 350$ pe atunci, susține Dennis Deletant) de persoană. Aprobarea germană, obținută de Lecca, a venit după două luni, abia în 12 decembrie 1942. Radu Lecca primise instrucțiuni de la Antonescu, să organizeze emigrarea a 75-80.000 de evrei în Palestina și Siria. Singura condiție era plata transportului (200.000 lei) Killinger a remarcat schimbarea de atitudine a lui Antonescu, care prefera emigrarea, deportării, în consecință, a cerut instrucțiuni de la Berlin. Într-o notă din 9 ianuarie 1943, Ministerul de Externe nazist aprecia că planul lui Lecca, reprezintă o soluție "parțială" inacceptabilă față de cadrul general stabilit la Berlin pentru rezolvarea "problemei evreiești" la nivel european. Un astfel de plan va "livra" inamicului, alți 80.000 de potențiali inamici. Planul nu a reușit, deoarece Pandelis nu a procurat navele necesare, din cauza escaladării războiului, datorită opoziției naziștilor și a consulatului britanic din Palestina, și nu în ultimul rând, de escrocheriile celor care trebuiau să organizeze emigrarea. Într-o notă a lui Radu Lecca din 30 mai 1944 către Mareșalul Ion Antonescu, acesta menționa:
„Cu toate că emigrarea evreilor ar trebui deci să se efectueze pe cale gratuită, totuși societatea ORAT (societate autorizată de către Ministerul de Interne să organizeze emigrarea evreilor, condusă de un anume Avram Leib Zissu) - de conivență cu organizațiile sioniste clandestine și ilegale din țară - încasează în România de la emigranți sute de milioane de lei, punând locurile disponibile la mezat. Astfel, un loc a ajuns să se plătească cinci milioane lei.”
(documentul citat în .)
iar despre dr. Filderman :
„Filderman, care este reprezentantul Jointului în România, primea un ajutor de 100.000 de dolari pe lună, care nu mergeau la destinație. Dacă nu era să mai fie evrei în România, ar fi încetat și sursa de venit a conducătorilor evreilor.”
(p. 222 și 267)
Despre Pandelis și acoliții săi, care organizau emigrarea în Palestina:
„El (Pandelis) a încasat de la acești emigranți, în tovărășie cu comitetul de conducere sionist din București și societatea Aliya peste un miliard de lei și ar fi putut ușor să salveze viața acestor nenorociți dacă i-ar fi transbordat la Constantinopol pe alt vapor atunci când a constatat că Struma este în pericol de a se scufunda. Emigranții însă nu mai aveau bani și nu mai erau interesanți pentru Pandelis și complicii lui.”
(vezi și  în )
După mărturia lui A.L. Zissu, Jean Pandelis avea de la Jewish Agency concesiunea transporturilor de emigranți legali (primiți în Palestina de autoritățile britanice).

### Arestarea și procesul
Radu Lecca nu s-a găsit printre cei arestați în momentul, sau imediat după lovitura de stat de la 23 august 1944. De altfel, în acel moment nici nu exista baza legală pentru aceste arestări, efectuate mai mult preventiv. Practic, imediat după 23 august 1944, majoritatea arestărilor, cu excepția înalților funcționari de stat în guvernarea Antonescu, s-a făcut în urma "dezvăluirilor" din presă, multe însoțite de șantaj, conform obiceiului antebelic. Radu Lecca vorbește despre suma de 5 milioane de lei cerută de ziarul "Timpul" pentru a înceta campania pornită contra sa. Arestarea sa poate fi pusă în legătură cu dr. Nandor Gingold, care se predă autorităților în 20 septembrie 1944, îngrozit de campania de presă contra sa și a centralei. Dr. Gingold, împreună cu trei din colaboratorii săi, Matias Grünberg (Willman), A. Grossman-Grozea și Jack Leon, vor fi condamnați la pedepse grele în 18 februarie 1946, în cadrul unui proces derulat la "Tribunalul Poporului", fiind ulterior toți amnistiați. În 14 noiembrie 1944, dr. Nandor Gingold înaintează autorităților un memoriu justificativ, de 24 pagini dactilografiate, un fel de "dare de seamă" a activității centralei, în care combate toate acuzațiile ce-i vor fi aduse ulterior, atât conducerii centralei, cât și lui Radu Lecca. În memorial înaintat autorităților, aflat azi în arhiva Dr. Ernest Marton, la Universitatea din Haifa, Gingold afirmă:
„ …toate realizările Centralei Evreilor și, în special, sabotarea dispozițiilor germane au fost posibile numai grație concursului activ – uneori sau consimtamântului tacit – alteori al lui Lecca.”
Din Scânteia, aflăm că Radu Lecca era anchetat în semi-libertate, după care a încercat o "evadare", fiind imediat arestat și predat Comisiei Aliate de Control ("delegatului" sovietic)  în 19 noiembrie, seara.
O lună mai târziu, Radu Lecca este predat autorităților sovietice de ocupație spre a fi cercetat pentru "crime de război", în conformitate cu Declarației de la Moscova, cu privire la atrocități, din 1 noiembrie 1943, conform căreia, criminalii de război trebuie judecați mai întâi în țările în care au comis acele crime. Radu Lecca atribuie această trimitere în principal lui Nicolae Penescu, ministru de interne în guvernul Constantin Sănătescu, și apoi, lui Iuliu Maniu. Transportat în Uniunea Sovietică, la Moscova, Radu Lecca a fost anchetat de NKVD, fiind acuzat de toate crimele comise contra evreilor în România, Basarabia, Bucovina și Transnistria, de deportarea evreilor la Auschwitz și de scufundarea vasului Struma. În privința ultimei acuzații, este clar că NKVD-ul știa că vasul Struma fusese torpilat de submarinul sovietic Sc 213, comandant M. Denejko. În cele 10 interogatorii luate lui Radu Lecca, între 6 decembrie 1944 și 23 iulie 1945, anchetatorii sovietici s-au concentrat în special pe "afacerea cifrului" și pe relațiile acestuia cu serviciile secrete germane (în urma acuzațiilor emise de către Eugen Cristescu că ar fi fost agent dublu). Radu Lecca a negat categoric toate aceste acuzații, subliniind că a furnizat informații lui Carol al II-lea despre complotul liberalilor și despre condițiile oneroase ale împrumutului francez, din patriotism și din proprie inițiativă, fără să fi fost solicitat anterior și fără să fi așteptat vreo remunerație. La fel, informațiile despre germani, obținute în discuțiile cu Killinger și alți oficiali germani, i le comunica direct lui Ion Antonescu fără a pretinde ceva în schimb. În încheierea declarațiilor date sovieticilor, a recunoscut că a susținut politica agresivă a lui Antonescu față de Uniunea Sovietică și că a susținut efortul de război prin sumele colectate de la evrei (cca. 4 miliarde de lei), chestiune care-i va aduce ulterior condamnarea la moarte, dar a negat categoric orice persecuție a evreilor, susținând că activitatea sa și a centralei a salvat populația evreiască de la deportare. După ancheta NKVD-ului, Radu Lecca a fost trimis în țară în aprilie 1946, pentru a fi judecat de autoritățile românești. Nu se cunosc împrejurările în care a fost încadrat în "lotul Antonescu", dat fiindcă dintre toți acuzații, Radu Lecca avea cea mai mică funcție.
În declarațiile date anchetatorilor, Radu Lecca descrie cu lux de amănunte activitatea sa în cadrul centralei. Interogatoriul său la proces este redat complet în stenogramele acestuia, întrebările fiind "inspirate" de "dezvăluirile" din presă:
„ Președintele - Care au fost legăturile dumneavoastră cu germanii, și din ce an? Radu Lecca - Din anii 1934 și 1935, când am fost corespondent al ziarului "Völkischer Beobachter" la București.  Președintele - Ce misiune ați avut de la germani? Radu Lecca - Între anii 1934-1935, nu am avut altă misiune decât de a scrie articole de ordin economic, lucru care se poate dovedi. Președintele - Ce altă misiune ați mai primit din partea Legației Germane? Radu Lecca - Nu am avut nici o legatură cu Legația Germană, decât cu directorul ziarului "Völkischer Beobachter" de la Berlin. [...] Președintele - Ce va determinat să recomandați trimiterea în Transnistria a acelora care nu-și plătiseră contribuția? Radu Lecca - Nu a plecat nimeni trimis de mine în Transnistria.[...] Președintele - Recunoaște-ți sumele de bani pe care le-ați primit, pentru a face favoruri la carnete? Radu Lecca - Este o minciună totală. Aveam un informator care făcea un control asupra averii speculantului. Președintele - Recunoașteți că dumneavoastră impuneați sume mari de bani care, după aceea, erau reduse? Radu Lecca - Nu, era cu totul altceva. Evreii au crezut că nu mă voi mai întoarce și atunci au declarat numai minciuni. Adevărul este că centrala a avut posibilitatea să reducă orice taxă la orice sumă. [...] Președintele - Recunoaște-ți o sumă de 20 de milioane, pe care ați înlocuit-o treptat? Ați trecut-o în facturi? Radu Lecca - Nu recunosc. Președintele - Recunoaște-ți că, în birourile de la centrală erau două case de bani dintre care una era oficială iar alta neoficială? Radu Lecca - Am fost o singură dată în viața mea în biroul domnului Grossman, așa că nu îmi mai aduc aminte dacă avea două case de bani. [...] Acuzatorul Săracu - Să spună acuzatul dacă a fost însărcinat de guvernul hitlerist să dea bani oamenilor politici. Radu Lecca - Nu numai că nu am fost însărcinat, din contră, acela care a fost însărcinat să dea bani a fost expulzat din țară. Acuzatorul Săracu - Ce cotă erați obligat să plătiți cu ordinul guvernului? Radu Lecca - Trebuia să plătesc în primul an, în 1942, două miliarde pe an, pentru că în 1942, centrala evreilor nu a fost pusă la nici o taxă. Taxa nu se lua de la cei care aveau scutire de lucru. În anul următor, tot două miliarde. Din totalul taxelor încasate între 1943 și 1944, care se ridică la trei miliarde două sute de milioane, s-a dat un miliard o sută de milioane pentru evrei și două miliarde o suta de milioane pentru guvern. Acuzatorul Săracu - Ce sume s-au dat Consiliului de Patronaj? Radu Lecca - Centrala evreilor a dat, în total, pentru Consiliul de Patronaj, cred, aproximativ un miliard sase sute de milioane de lei. Poate că greșesc cu o sută de milioane mai mult sau mai puțin.”
Martorul principal al acuzării a fost Mișu Benvenisti, vicepreședintele Partidului Evreiesc, condus de Avram Leib Zissu, care a declarat :
„o scutire de muncă la Centrala Evreilor se putea obține numai plătind sume exorbitante lui R. Lecca. De asemenea, că, plătind asemenea sume, se puteau aduce evrei și din Transnistria.”
Singurul martor care a depus mărturie în favoarea lui Lecca a fost Max Auschnitt. Radu Lecca a fost printre puținii care nu s-au desolidarizat de Ion Antonescu în timpul procesului acestuia. Sentința, pronunțată duminică, 19 mai 1946, preciza :
„Radu Lecca - de ani 53, industriaș, fost împuternicit al guvernului pentru problemele evreiești, condamnat la moarte.”
Tot atunci, corespondentul ziarului Scânteia scria despre Radu Lecca :
„ ...figură smochinită, oacheșă, o privire nesigură care fuge de ici colo, lașitate și viclenie în același timp.”
După pronunțarea sentinței, Radu Lecca a făcut o cerere scurtă de grațiere adresată regelui. Prin Înaltul Decret Regal cu nr. 1.746, i s-a comutat sentința de condamnare la moarte în muncă silnică pe viață. Ziarul Scânteia, 17, nr. 1125 din 21 mai 1948, anunță că Radu Lecca a fost condamnat suplimentar la doi ani închisoare, pentru infracțiune la legea devizelor și circulația metalelor prețioase. Este vorba despre un lingou de aur și monede de aur diverse, plus o cantitate de valută, pe care acesta "le depozitase la un prieten al său în scopul de a le lua înapoi în momentul în care ar fi putut părăsi țara". La procesul din 1946 fusese întrebat despre aceste valori, deși nu aveau legătură cu procesul, Lecca declarând că aparțineau lui Matias Grünberg (Willman).

### Baza juridică a sentinței
Radu Lecca a fost condamnat în baza Legii 312/1945 (promulgată în 12 aprilie 1945) pentru urmărirea și sancționarea celor "vinovați de dezastrul țării sau de crime de razboi", act emis de Ministerul Justiției, condus la acea vreme de către Lucrețiu Pătrășcanu, act publicat în Monitorul Oficial Nr. 94 din 24 aprilie 1945. Textul legii era inspirat din legislația internațională în domeniu cu privire la crimele de război, adaptată la "noile realități din România". Arestarea lui Radu Lecca a fost făcută în baza Legii 488 (Decretul 1850 din 10 octombrie 1944, publicat în Monitorul Oficial nr. 235 din 11 octombrie 1944) Legea 312 instituia anumite instituții neprevăzute în Constituție, respectiv Tribunalul Poporului. În plus, în afară de crimele de război propriu-zise, așa cum erau ele definite de convențiile internaționale, legea depășea angajamentele luate prin convenția de armistițiu, instituind categoria "crimă de dezastrul țării". Legea prevedea pedeapsa capitală pentru faptele prevăzute la art.2 a-j. Art.2, pct. a, viza pe cei care declaraseră război Uniunii Sovietice și aliaților, pct. b-i cuprind crime de război propriu-zise, iar pct. j îi privea pe cei ce au atacat "țara" fiind în slujba "hitlerismului sau fascismului", vizându-i pe cei ce se constituiseră în grupuri de rezistență contra ocupantului sovietic. Punctele b-i se refereau exclusiv la militari și alții din aceeași categorie, enumerați clar în textul legii : comandanți de unități militare și de jandarmi, de închisori, de lagăre, anchetatori și procurori militari, etc...
Încă din februarie 1945, pe când "lotul Antonescu" se afla la Moscova, a început redactarea actului de acuzare (care avea nu mai puțin de 200 de pagini). În vederea procesului, au fost operate și câteva modificari în textele legislative. Astfel, în art. 18 alin. 3 din Legea 312/1945 se stipula ca urmărirea și judecarea celor "vinovați de dezastrul țării" se puteau face doar până la 1 septembrie 1945. Începerea procesului Antonescu fusese stabilită la 6 mai 1946, dată care, conform legii în vigoare, nu era legală. De aceea, în februarie 1946 s-a emis Legea nr. 61/1946, prin care termenul de 1 septembrie 1945 era prelungit până la 1 iunie 1946. Procesul, cu 24 de inculpați și numeroase capete de acuzare, a fost judecat în mai puțin de o lună. În plus, data procesului s-a stabilit abia după ce actul de acuzare a fost aprobat, ierarhic, de Consiliul de Miniștri (2 mai) și după definitivarea completului de judecată (4 mai).
Actul de acuzare dădea și verdictul în legătură cu toți membrii "lotului Antonescu" :
„Ion Antonescu și cei care l-au sprijinit în politica sa, s-au făcut vinovați de dezastrul țării și crime de război prin aceea că au trădat interesele poporului român, punând țara în slujba dușmanului fascist și hitlerist.”

### Ultimii ani
Radu Lecca a mai apărut ulterior în două procese celebre ale anilor '50 - procesul sioniștilor și în procesul lui Lucrețiu Pătrășcanu. Au urmat anii de detenție până la amnistia generală din 1963, când a fost eliberat, împreună cu toți deținuții politici. Memorialistul legionar, Nistor Chioreanu relatează din auzite, că Lecca ar fi murit la Jilava, în chinuri groaznice, datorită unui cancer de colon, dobândit în cursul detenției într-o celulă cu homosexuali. (de menționat că nu există tangențe între cancerul de colon și homosexualitate).   Nicolae Steinhardt susține și el ipoteza morții lui Lecca în închisoare, afirmând că l-ar fi întâlnit în infirmeria penitenciarului Jilava, „paralizat de la brâu în jos, în urma unei operații de hemoroizi, prost efectuate”, plasând decesul lui Lecca undeva între 1962 și 1964, data amnistiei tuturor deținuților politici. Documentele de arhivă atestă însă că Radu Lecca a fost eliberat în data de 15 aprilie 1963, după ce sentința inițială a fost schimbată în 18 ani și șase luni, exact câți ispășise până la acea dată, odată cu amnistia generală decretată de guvernul comunist  (Decretele 767/1963, 176 și 411/1964). Nu se cunosc amănunte privind ultimii ani ai vieții sale. Nu se cunoaște locul unde este înmormântat.

## Memoriile
Manuscrisul cuprinzând memoriile lui Radu Lecca a fost descoperit în Arhivele Statului din București, fond Ministerul de Interne, dosar nr. 40 010, vol. 130. Este foarte posibil ca cel puțin în parte, ele să fi fost scrise după eliberarea 15 aprilie 1963, dat fiindcă unele din precizările pe care le face Radu Lecca în cuprinsul memoriilor trimit la o perioadă cuprinsă între 1965 - 1970. Se presupune că ar exista și texte care se referă la perioada de după lovitura de stat de la 23 august 1944, dar care nu au fost găsite până în prezent. Aceste memorii au apărut în 1994, sub titlul „Eu i-am salvat pe evreii din România”, cu o prefață de dr. Dan Zamfirescu și cu un studiu introductiv de Alexandru V. Diță, la editura Roza Vânturilor, într-un tiraj de 15.000 ex. Titlul aparține editorilor.
Textul exprimă, așa cum declara Eugen Cristescu la procesul „Marii Trădări Naționale”, „tot putregaiul vieții politice românești”. Primul istoric care a citit memoriile lui Radu Lecca a fost Dennis Deletant, profesor de studii românești, la University College din Londra, care citează extrem de mult din Lecca în cartea sa "Hitler's forgotten Ally - Ion Antonescu and his Regime, Romania 1940-44", analizând cele afirmate de acesta, cu precădere privind activitatea Centralei Evreilor, prin prisma documentelor de arhivă.
Lumea politicii interbelice românești este descrisă de Lecca cu lux de amănunte, el este necruțător cu toți politicienii, indivizi puși pe căpătuială. Referirile la comuniști sunt extrem de discrete, cuvântul „comunist” apare în carte doar de 4-5 ori. De asemenea, el se plânge de „nedreptatea ce i s-a făcut, fiind adus în fața "Tribunalului Poporului", în timp ce criminali notorii se plimbă în libertate, aceasta, în contextul reabilitărilor ordonate atunci de Ceaușescu. Nici un politician nu este cruțat, Iuliu Maniu, Dinu Brătianu, Istrate Micescu, Constantin Argetoianu, etc. Dintre toți, cea mai mare aversiune o avea pentru Octavian Goga, care, „prin acțiunea sa reprobabilă și josnică”, se situase la același nivel cu „restul”. Este vorba de cele 300.000 mărci primite de acesta de la naziști, prin intermediul lui Lecca, bani transferați printr-o „inginerie financiară”. Nici regele Carol al II-lea și nici Ion Antonescu nu sunt cruțați, primul pentru corupție și imoralitate, iar ultimul pentru atitudinea sa rigidă și pentru declanșarea războiului în est alături de germani. Radu Lecca este printre puținii care s-au pronunțat pentru păstrarea neutralității României pe toată durata războiului.
Și mai necruțător este Radu Lecca cu militarii, pe care, cu mici excepții, îi consideră indivizi mărginiți, brutali, fără scrupule, dornici a se îmbogăți de pe urma războiului. Dintre toți, cel mai odios este Constantin Z. Vasiliu, șeful jandarmeriei, cu care ar fi avut dese conflicte în Consiliul de Miniștri, pe seama afacerilor derulate de militari pe seama evreilor. La un moment dat Lecca afirmă că „după război, Piki Vasiliu va fi spânzurat în piață publică”. Sunt menționate și o serie de afaceri criminale ale acestuia. Nici conducătorii evreilor nu sunt cruțați, în frunte cu Wilhelm Filderman, pe care totuși -zice el - l-a protejat față de germani, care ceruseră extrădarea acestuia, pentru campania de boicot a mărfurilor germane din 1933. Din când în când, de asemenea, pentru a-și asigura o carieră sub auspiciile regimului comunist, nu uită să laude, rar și discret, realizările „regimului de democrație populară”. Bunăoară, atunci când vorbește despre afacerea sa cu „pește oceanic”, blocată de liberali, spune : „Azi, guvernul R.P.R a pus pe picioare industria pescuitului cu mare succes”.
În ultima parte a memoriilor sale răbufnește profundul antisemitism al lui Lecca, acuzănd conducerea comunității evreiești, în frunte cu Wilhelm Filderman, de propriile sale escrocherii precum, mari afaceri cu valută din specularea mărcilor germane cumpărate pe nimic în Transnistria ([Wilhelm Filderman fusese deportat de fostul său prieten, coleg și întreținut din copilărie, Ion Antonescu în Transnistria, de unde a fost salvat de Regina mamă Elena) și revândute ulterior înzecit pe piața occidentală, despre banii de la Joint care nu ajungeau niciodată la evreii săraci, despre afacerea Kochinos, despre activitatea lui Benvenisti cu „escrocheria haluților”, etc., unele dintre aceste acuzații din fiind preluate ca acceptabile și corecte și publicate în 2003 de Fundația CRDE (subvenționată de George Soros).
De asemenea, în repetate rânduri își susține nevinovăția:
„Eu însă pun următoarele întrebări : Cine a patronat legile anti-semite din anii 1940-1941? Cine a refuzat să aplice sancțiuni asasinilor populației evreiești din Iași, cu toate că ministrul Germaniei nu se opunea? Cine a înființat lagărele de exterminare din Transnistria? Cine a ordonat exterminarea și deportarea evreilor din Basarabia și Bucovina? Cine a tolerat asasinatele făcute de Marele Stat Major Român și de poliția ucraineană germană la Bug? Cine a rechiziționat spitalele evreiești dând afară bolnavii? Cine a rechiziționat azilele de bătrâni, zvârlindu-i pe aceștia în stradă? Cine a refuzat să vândă pâine la evrei? Răspunsul este mereu același : Antonescu.”
(p. 284)

### Inexactități în memorii
Multe din evenimentele amintite în memoriile lui Radu Lecca sunt prezentate distorsionat. De exemplu, în cazul asasinării lui I.G. Duca, deși pomenește de rolul lui Titulescu în dizolvarea Gărzii de Fier, amintește și de eventuala implicare a lui Carol al II-lea, chestiune care nu a fost niciodată confirmată.
Un alt exemplu este rolul exagerat pe care Radu Lecca i-l atribuie lui Kurt Geißler, în calitate de instigator principal al masacrului de la Jilava și al rebeliunii legionare. Cercetările ulterioare au dovedit că Geißler a avut cunoștință de acele evenimente, fără a avea însă un rol determinant(p. 26), și fără a depăși nivelul de simpatizant sau susținător. (p. 28) Chiar și raportul lui Manfred von Killinger din 26 februarie 1941, menționa că acesta "a jucat un rol destul de neplăcut, a fost omul de legătură al poliției legionare" și că a "aprobat asasinatele de la Jilava considerându-le justificate". Radu Lecca mărturisește în memoriile sale că, dintr-o convorbire desfășurată între Kurt Geißler și adjuncții săi, Hans Koenen și Fritz Drees, a înțeles că "poliția legionară primise cinci mii de pistoale de tipul Walther, în uz la poliția germană de la Berlin".(chestiune menționată și în ) În realitate, nu a fost efectuat nici un astfel de transfer de armament, singurele comenzi făcute pentru înarmarea legionarilor au fost:
-30 pistoale Mauser, cal. 7,65 + 575 cartușe (+ 925 eventual) predate delegatului Societății de Radio.
-265 Maschinenpistolen Bergmann, cal. 7,63 Mauser din Elveția, arme predate șefilor de grupuri din Corpul "Răzleți".
-50 pistoale Mauser, cumpărate din comerț, de la firma "Armun".
De asemenea, din dispoziția dir. gen. al Poliției, prințul Alexandru Ghika, au fost cumpărate cu bani de la buget, 1200 de pistoale automate Walther, cal.9 mm, model P.P. scurt. Dintre acestea, 799 au fost predate cu acte în regulă "Gărzilor legionare".
În timpul rebeliunii legionare din 21-23 ianuarie 1941, vorbește despre un anume Moisescu (Boian), comisar legionar, care ar fi omorât cu mâna lui 500 de evrei. În realitate, în acele zile, în București, au fost omorâți 118 evrei, 118 creștini și 21 de militari. Acest Boian (bulgar de origine, care își schimbase numele după ce intrase în poliția legionară) era omul de încredere al lui Horia Sima, și a stat permanent cu acesta în cele trei zile, ascuns, pentru a nu fi prins și lichidat de agenții SSI. Despre Sabin Manuilă, care mobilizase la Institutul de Statistică 2800 de intelectuali evrei, Lecca afirmă că:
„În 1944 s-a dovedit că Sabin Manuilă și mulți dintre evreii care lucrau cu el erau în slujba spionajului american.(p.235) […] Killinger îmi vorbise în două rânduri despre acest Manuilă, care era rudă cu Mihai Popovici, și despre care el, Killinger, fusese informat atât de la Berlin cât și de la Abwehr că ar fi în serviciul americanilor. (p.286)”
Afirmația aceasta, deși este preluată și de către Jean Ancel, nu a fost dovedită niciodată, nici în 1944, când afirmă Lecca, nici ulterior. După 23 august 1944, Sabin Manuilă și-a desfășurat activitatea nestingherit la Institutul de Statistică, într-o perioadă în care acuzația de spionaj în favoarea anglo-americanilor era omniprezentă în cadrul proceselor politice din epocă, până spre sfârșitul anului 1947, când a reușit să părăsească țara.
Istoricul Jean Ancel a lansat supoziția că Securitatea, pe faptul că Lecca, la conducerea Centralei Evreiești, a avut un rol principal în holocaustul românesc, l-a convins să scrie o versiune personală a istoriei României în cel de-al doilea război mondial, care să estompeze holocaustul. Pentru a-i facilita scrierea acestei cărți i s-a redus pedeapsa la 18 ani și 6 luni și apoi, după începerea scrierii cotroversatelor sale memorii a fost eliberat definitiv din închisoare, în 1963. Aceste memorii au fost publicate sub titlul, Eu i-am salvat pe evreii din România, după Revoluția din 1989, de editura Roza Vânturilor.

## Rolul jucat în holocaust
În Raportul Final al Comisiei pentru studierea Holocaustului în România, se face de mai multe ori referire la Radu Lecca. Activitatea acestuia este privită prin prisma funcției avute în cadrul Centralei Evreilor din România. Mai există o referire într-o notă de subsol care precizează că Lecca "a pasat fondurile" trimise de Alfred Rosenberg Partidului Național Creștin, condus de Octavian Goga, fără susținere documentară. (p. 38) Istoricul spaniol Francisco Veiga a arătat însă, că naziștii au dirijat fonduri prin diverse firme spre Partidul National Creștin al lui Octavian Goga și A.C. Cuza. O parte din sprijinul acordat de germani a fost în natură, mare parte din materialele propagandistice fiind tipărite în Germania. De asemenea, mai există o notă în care se afirmă că Radu Lecca ar fi fost "om de legătură pentru serviciile secrete germane", (p. 201), de asemenea, fără susținere documentară. În continuare se afirmă că (p. 65) : "potrivit comisarului pentru rezolvarea problemei evreiești, Radu Lecca, omologul român al lui Richter, când [el] l-a întâlnit prima oară pe Richter și a discutat cu el despre reorganizarea evreilor, el [Richter] avea deja toate planurile gata." Raportul Final afirmă că au existat două versiuni ale planului privind "problema evreiască", una românească și alta germană.(p. 66): "La 11 septembrie 1942, Lecca i-a prezentat lui Mihai Antonescu planul românesc, și el rezultat al negocierilor cu Richter. Acest plan confirma acordul României pentru deportări și stabilea o serie de excepții, în timp ce propunerea germană era mult mai restrictivă. La planul românesc, Lecca a adăugat o stipulare care permitea emigrarea în Palestina a 3 000 de evrei, în schimbul a două milioane de lei."(p. 66) Istoricul Jean Ancel citează în acest sens o lucrare proprie. În același sens, Matatias Carp, în "Cartea Neagră", vol. 3, face trimitere la două documente (Nr. 152 și Nr. 153) Documentul nr.152, conține o invitație a lui Radu Lecca la Berlin, pentru data de 19 august, împreună cu Gustav Richter, iar documentul nr. 153, conține o dare de seamă asupra conferinței din 26-28 septembrie 1942, privind evacuarea evreilor din Guvernământul General (Polonia), și expedierea evreilor din România spre Guvernământul General. Practic, acesta era pe scurt planul german de deportare, aprobat de naziști, și adus la cunoștința autorităților românești.(p. 236) Istoricul Jean Ancel, aduce în sprijinul acestei afirmații, un document, practic, o telegramă din 29 septembrie 1942, de la Subsecretariatul pentru Românizare, pe care Radu Lecca ar fi scris cu creionul : "Planul nostru prevede evacuarea tuturor evreilor care nu sunt folositori economiei naționale, în Polonia", consemnarea fiind semnată de Radu Lecca. Originalul documentului olograf cu adnotarea lui Lecca, ("transcris" de Jean Ancel în ) nu a fost niciodată publicat, iar Jean Ancel, nu a precizat niciodată unde se găsește  . În continuare se afirmă:
„La sfârșitul lunii aprilie 1942, Richter a abandonat statutul său anonim și, trecând peste guvernul român, i-a informat pe evreii din România că soarta lor era pecetluită. El a publicat un articol în ziarul ambasadei, sfătuindu-i pe evrei să nu se bizuie pe speranțe false, în privința posibilității prevenirii Soluției Finale. Problema evreiască în România va fi rezolvată în cadrul european, a declarat Richter.”
(p. 65)
Ion Antonescu a respins planul de deportare, și nici un evreu nu a fost deportat spre Belzec sau Sobibor, așa cum prevedea planul german. De altfel, la mijlocul lunii octombrie 1943, rapoarte secrete semnalau că există indicii clare că România va urma în cel mai scurt timp un drum propriu în problema emigrării evreilor.(p. 283)
Despre implicarea armatei și autorităților în spolierea de bani a evreilor, Raportul final menționează, citându-l chiar pe Radu Lecca:
„Birocrația civilă condusă de Radu Lecca, șeful departamentului guvernamental însărcinat cu rezolvarea problemei evreiești, a câștigat temporar lupta pentru putere, dar armata a continuat să fie implicată. Acesta a fost de fapt un mecanism de extorcare aprobat de stat, care a îmbogățit armata și birocrații civili împuterniciți să stabilească nivelul de răscumpărare și a întărit cultul mitei în administrația românească și în sistemul militar, ceea ce a contrastat violent cu atitudinea rigidă a regimului.”
(p. 117, citând din  p. 180-181)
În continuare, în Raportul Raportul Final al Comisiei pentru studierea Holocaustului în România, (p. 201), este menționată înființarea Centralei Evreilor din România, numirea lui Radu Lecca drept coordonator al activității acesteia, atribuțiile acestuia și ale centralei, accentuând "rolul lui Lecca în politica de spoliere bănească a evreilor":
„Spre deosebire de poziția militantă a doctorului Filderman, părerile lui Gingold despre situația populației evreiești coincideau întru totul cu cele ale lui Radu Lecca. Ca și împuternicitul Guvernului, și Gingold susținea că evreii trebuie să fie recunoscători că nu sunt pe front și că printre ei sunt suficienți bogătași care pot achita sumele solicitate.”
(p. 219)
În raport se precizează de asemenea :
„Numirile de funcționari ai Centralei, ai instituțiilor anexe, ai reprezentanților în provincie, făcute de președintele Centralei, trebuiau să fie supuse confirmării lui Radu Lecca. Conducerea Centralei era obligată să înainteze Împuternicitului, de mai multe ori pe an, rapoarte amănunțite asupra activității desfășurate. Bugetul și bilanțul Centralei, întocmite de Secția financiară, au fost, de asemenea, înaintate aceluiași for, care controla nemijlocit activitatea Secției financiare.”
(p. 216)
și :
„Una dintre atribuțiile esențiale ale Centralei a fost extorcarea populației evreiești de bani. În acest jaf Radu Lecca a jucat un rol decisiv. "Nevoile de bani extrabugetari creșteau mereu", scrie Radu Lecca în memoriile sale. "Doamna Antonescu cerea bani pentru Patronaj, Mihai Antonescu cerea mereu bani pentru județul Argeș, unde făcea școli, biserici etc... pentru a câștiga popularitate în caz de alegeri, mai era și von Killinger, care avea și el multe nevoi […]". Conform afirmațiilor lui Lecca, evreii au fost salvați datorită sumelor imense acordate persoanelor mai sus-menționate. […]."Toate aceste cheltuieli enorme, conchide Lecca, se acopereau cu taxele de la carnetele de scutire de muncă cu drept de exercitare a profesiei".”
(p. 218)
În fine, Radu Lecca mai este menționat în Raportul final în legătură cu procesul "Marii Trădări Naționale".(p. 320) și cu negocierile de la sfârșitul anului 1942 privind eventuala emigrare a evreilor ce urmau să revină din Transnistria.(p. 390)
Un document omis în "Raportul final", dar menționat în , datează din 27 aprilie 1944, citat și în , precizează :
„În 27 aprilie 1944, Radu Lecca trimitea un raport Ministerului Afacerilor Externe, cerând repatrierea evreilor români internati la Bleichauer si Auschwitz.”
(document B’nai B’rith International).
În "Cartea Neagră", vol.3, Matatias Carp citează și alte documente privind activitatea lui Radu Lecca, respectiv mai multe telegrame în care acesta cerea trimiterea de medicamente, bani și alte ajutoare evreilor din Transnistria.(doc. nr.185/30 mai 1942, p. 356; doc. nr.202/18 noiembrie 1942, p. 372; doc. nr. 206/29 ianuarie 1943, p. 375; p. 415; p. 437)
"Tribunalul Poporului", la procesul din 1946, a pus și el problema implicării lui Lecca în persecuțiile suferite de evrei în timpul războiului :
„Președintele - Ați întocmit vreo listă de ostatici evrei? Radu Lecca - Domnul general Pălăgeanu mi-a cerut să-i dau o listă cu toți ostatici, din ordinul guvernului. Centrala a combinat o listă, care a fost dusă domnului general Pălăgeanu. Acesta însă a spus că acești oameni nu sunt adevărați reprezentanți ai evreilor și a numit pe alții. Președintele - Ce legături au determinat chemarea dumneavoastră la Berlin, la Conferința Poliției? Radu Lecca - În calitate de delegat pentru deportările evreilor din Ardeal, am fost trimis acolo, pentru ai ajuta pe cei deportați. Eram comisar pentru problemele evreiești din România și am fost la Sicherheitsdienst, care în Germania se ocupa cu deportările din Polonia a evreilor. Am vorbit acolo cu Eichman, care era însărcinat sa ia evreii din Ardeal și să-i ducă în Polonia. ”
Istoricul Jean Ancel,, citând declarația din 12 noiembrie 1945 a lt.col. Traian Borcescu din SSI, pomenește de implicarea unui anume Junius (Iuniu) Lecca, șeful contra-spionajului din Iași, declarație citată și de Dennis Deletant, în pogromul din 29 iunie 1941. Primul care pomenește însă despre acest Junius Lecca este Matatias Carp.(pag.50, informație obținută de la un anume Grigore Petrovici din SSI, citată în depoziția aceluiași lt.-col. Traian Borcescu în procesul pogromului de la Iași) Un anume Junius Lecca (1863-1940), rudă îndepărtată a lui Radu Lecca, a fost prefect de Bacău și decedase cu un an înainte, în 1940, necrologul fiind semnat chiar de Nicolae Iorga. În realitate, conform schemei de organizare a SSI, în acea perioadă, șeful biroului contrainformații din Iași al SSI, era maiorul Emil Tulbure, despre care istoricul Cristian Troncotă afirmă că ar fi decedat în urma unui atac de cord imediat după pogrom, în iulie 1941.

## Radu Lecca în arhivele Securității
În perioada 7-17 iulie 1961, pe când Radu Lecca se afla internat, împreună cu Nicolae Steinhardt și cu alți deținuți politici, în "infirmeria" (carcera nr. 48) din penitenciarul Jilava, a fost "infiltrat" un agent al Securității, și el deținut, un anume "Sente Zoltan", ca să afle ce discută aceștia. Nota înaintată lt. maj. de Securitate, Al. Ungureanu în 27 iulie 1961, furnizează amănunte privind personalitatea lui Radu Lecca, dar și  asupra activității acestuia. Agentul a fost interesat în special de părerea acestuia despre sine ca și cea privind personalitatea lui Ion Antonescu :
„(Lecca spunea) Că de fapt el ca prieten al nemților a salvat viața evreilor din România. Că dacă nu era el, aici nu ar mai trăi nici un evreu. Că el a avut ca principiu că evreilor trebuie să li se ia averea și nu viața. Spunea că pentru crimele săvârșite la Iași și în Transnistria nu el poartă vina ci Antonescu și Piky Vasiliu.[...] Spunea că Antonescu singur s-a oferit ca România să intre în războiul antisovietic, fără ca să fi cerut nemții aceasta. Că într-adevăr Antonescu a făcut și câteva greșeli, dar că a fost un mare patriot și care își iubea "neamul". [...] El a căutat să fugă în străinătate, dar a fost trădat de șoferul său și a fost arestat. A fost dus la Moscova, anchetat la închisoarea Lefortovskaia și apoi la Lublianka. Vorbește foarte disprețuitor la adresa N.K.V.D.-ului. De aici a fost dus la Jilava împreună cu Antoneștii, judecat și condamnat la moarte. [...] Povestea cum a doua zi Antonescu și alți câțiva au avut vorbitor cu familia, dar el (Lecca) nu a avut. Cum au plecat spre locul de execuție. Pe drum însă au fost opriți și comandantul escortei i-a comunicat lui Lecca că i s-a comutat pedeapsa și să se întoarcă înapoi. Atunci el l-a îmbrățișat pe Antonescu, i-a făcut cadou cravata sa. [...] Își exprima convingerea că încă în acest an se va întâmpla prăbușirea sovieticilor, pentru că în caz contrar, peste 2 ani, S.U.A. va intra intr-o criză economică din care nu există ieșire. Că ei știind aceasta vor declanșa războiul pentru a se salva.(sic!) […] NB. Deținutul Radu Lecca se află internat în infirmerie de câțiva ani, întrucât are picioarele paralizate.”
, citat integral în 
O altă mărturie privindu-l pe Radu Lecca îi aparține unui anume Haralamb Eugen, fost sub-director în SSI, câteva fraze dintr-o depoziție extrem de amplă, privindu-l în special pe Eugen Cristescu, depoziție ce urma să fie folosită în procesul "Marii Trădări Naționale" :
„Unul din personajele cu ușă deschisă la Killinger era Radu Lecca al cărui rol și exactă poziție urmează să fie stabilită, dar care prin unele manifestări lăsa să se înțeleagă, cât de puternic slujea interesele germane. Un singur exemplu este cred concludent. Radu Lecca organiza anumite reuniuni la ferma sa sau în oraș, la care știu că luau parte persoane de la Legația germană, printre care Richter, atașat de poliție - și unul dintre cei mai importanți membri ai Gestapoului din România - și persoane de la serviciu: Lt. Col. Borcescu, Lt. Col. R. Ionescu și câțiva dintre intimii colaboratori ai primului, Lt. Begnescu și Tonny Mânzatu.”
, citat integral în 

## Radu Lecca în depozițiile lui Eugen Cristescu
Eugen Cristescu, fostul director general al Serviciului Special de Informații (SSI) în perioada 12 noiembrie 1940 – 23 august 1944, omul cel mai informat al guvernului Antonescu, în numeroasele sale depoziții, în special, în cursul interogatoriului din dimineața zilei de 15 aprilie 1946, în fața lui Dumitru Zelea Săracu, se referă la personalitatea și activitatea lui Radu Lecca.
„Eugen Cristescu : Nu l-am cunoscut înainte de venirea lui Ion Antonescu la putere și l-am văzut pe urmă la Președinție, unde l-am cunoscut ca fiind om sub influență germană. Dumitru Săracu : El era agent german. Eugen Cristescu : Desigur. Și în urma ordinului mareșalului Antonescu, a fost delegat și îndeplinea funcția de director general al Siguranței pe vremea când director general era generalul Leoveanu. S-a început o mare discuție contra lui la Siguranță. I-au scos de aici dosarele vechii arestări, i-au creat o atmosferă defavorabilă la mareșalul Antonescu, care a dat ordin să fie scos din acea funcție. Pentru ca totuși Lecca să nu rămână prea nemulțumit, Mihai Antonescu să-l însărcineze cu chestiunile evreiești. Decizia de numire nu are o titulatură clară și nici o definiție clară a situației lui. Și-a instalat birouri la Președinția Consiliului de Miniștri și a început să se numească singur, cred, „comisar al guvernului pentru chestiunile evreiești” […] Mareșalul Antonescu fixase pentru evrei un cuantum total pentru sumele ce trebuiau să plătească, iar această Centrală a Evreilor trebuia să fixeze pentru fiecare evreu, după posibilitățile pe care Centrala știa că le are, suma cu care trebuia să contribuie. S-au adunat aici importante sume de bani pe care Lecca, în concepția lui simplistă, le considera drept capital particular care era introdus în contabilitatea statului. Adică el nu urma regulile de cheltuieli și control, ca orice fond al statului. De aceea, el dădea din acest fond sume importante pentru diferite opere, zise de binefacere. Dumitru Săracu: Cum ar fi Patronajul? (condus de Maria Antonescu, soția Mareșalului) Eugen Cristescu : Da, cum și pentru reconstrucția de școli, biserici, și alte cheltuieli. […] Dumitru Săracu : În legătură cu pogromurile din Iași a avut vreo legătură? Eugen Cristescu : N-a avut. El era un tip de dolce farniente și nu era capabil de asemenea lucruri. De la Iași a luat parale de la Centrala Evreilor. El era originar din Iași.”

## Radu Lecca în memorialistică și alte texte
„Vechi cuzist, al cărui rol de spion nazist era notoriu pentru publicul românesc...”
(S. Schafferman)
„… escroc binecunoscut”
(Grigore Gafencu)
„… agent al Gestapoului”
 (A.L. Zissu)
„… spion german în Franța”
(Nistor Chioreanu)
„reprezentantul tipic al agentului hitlerist, care-și trădează țara prin orice mijloace pentru scopuri și avantaje personale servind conștient și fără nici un pic de conștiință scopurile cele mai criminale urmărite de hitlerismul hrăpăreț și distrugător.”
(Procesul Marii Trădări Naționale - actul de acuzare)
„Radu Lecca vorbea cu mine totdeauna foarte blând. Aș spune că, deși corupt și uneori sub influența alcoolului, uneori avea față de mine o atitudine de adevărat boier român. Mi-a spus: "Să știți că mareșalul mi-a dat dispoziție să vă chem și să vă spun că el a hotărât să impună populației evreiești să plătească o contribuție de patru miliarde. Soldații noștri sunt pe front și mor, iar ei sunt acasă. Așa că evreii să plătească". I-am spus: "E imposibil să plătească, de acum le-ați luat tot ceea ce au avut. Ce să plăteasca?". El nu s-a supărat. Mi-a spus numai: "Mareșalul mi-a zis să vă spun lucrul acesta". Lucrurile s-au înveninat, toată țara a primit ordin să pună în aplicare această dispoziție. Fruntașii evrei, cu Fildermann în cap, au fost, din nou, convocați la Centrala Evreilor. Eram și eu prezent. Lecca, așa, cu o mare blândețe, a spus: "V-am convocat ca să știți cu toții că sunteți arestați, dacă nu vă luați răspunderea, în mod precis și formal, să aduceți patru miliarde". Toți au rămas încremeniți. Nu s-a auzit nicio șoaptă. Fildermann n-a zis nimic. Nicio soaptă. Eu m-am ridicat și am spus câteva cuvinte. Nu știu ce am spus. Era un moment care depășea cu totul limita ființei omenești. În urma intervenției mele, să spun, emoționante, Lecca a zis: "Ei, bine, mergeți acasă". Când am plecat, Benvenisti mi-a spus: "Eminență, acesta a fost un miracol de Hanuka ce s-a întâmplat acum". Asta a fost viziunea mea, acesta a fost instinctul meu religios. ”
(Marele Rabin-șef Alexandru Șafran, interviu cu Manase Radnev în Cultura nr. 46 / 2006-11-02 )
„ ... deși e un aventurier, lucește în ochii lui ceva din eroii lui Karl Maria von Weber, din sentimentalismul teutonic, din nostalgii pentru pribegii în căutare de fapte excepționale... ”
(N. Steinhardt : Jurnalul Fericirii)

## Controverse
Michael Shafir, într-o știre transmisă de postul de radio Europa Liberă a afirmat :
„Congresul Evreiesc Mondial (World Jewish Congress) a afirmat că Asociația Bancherilor Elvețieni ascunde date privind soarta averilor evreilor, jefuite în timpul celui de-al doilea război mondial, și depuse în conturi din bănci elvețiene, caz semnalat de Reuters și Cronica Română în 29 februarie – 1 martie. Congresul Evreiesc Mondial afirmă că s-ar fi descoperit detalii privind un cont aparținând lui Radu Lecca într-un fișier al Securității. Lecca, cel care a fost însărcinat cu "românizarea" proprietăților evreiești, este suspectat că ar fi strâns o avere prin amenințarea evreilor cu deportarea. El a fost condamnat la moarte în 1946, dar sentința a fost comutată în închisoare pe viață. Fișierul arată că în 1963, Lecca, posibil la presiunile Securității, a încercat să ceară bani de la Swiss Volksbank, dar i s-a spus că nu mai există înregistrat nici un cont, deoarece arhivele băncii au fost distruse.”